# Carine, Nikšić
Carine este un sat din comuna Nikšić, Muntenegru. Conform datelor de la recensământul din 2003, localitatea are 178 de locuitori (la recensământul din 1991 erau 149 de locuitori).

## Demografie
În satul Carine locuiesc 140 de persoane adulte, iar vârsta medie a populației este de 36,3 de ani (35,6 la bărbați și 36,8 la femei). În localitate sunt 43 de gospodării, iar numărul mediu de membri în gospodărie este de 3,77.
Populația localității este foarte eterogenă.
|  |

| Demografie | Demografie | Demografie |
| An         | Locuitori  | Locuitori  |
| ---------- | ---------- | ---------- |
|            |            |            |
|            |            |            |
|            |            |            |
|            |            |            |
| 1948       | 163        |            |
| 1953       | 202        |            |
| 1961       | 159        |            |
| 1971       | 161        |            |
| 1981       | 159        |            |
| 1991       | 149        | 149        |
| 2003       | 183        | 178        |

| \| Componența etnică conform recensământului din 2003[2] \| Componența etnică conform recensământului din 2003[2] \| Componența etnică conform recensământului din 2003[2] \| Componența etnică conform recensământului din 2003[2] \| Componența etnică conform recensământului din 2003[2] \| \| ----------------------------------------------------- \| ----------------------------------------------------- \| ----------------------------------------------------- \| ----------------------------------------------------- \| ----------------------------------------------------- \| \| \| \| \| \| \| \| Muntenegreni \| Muntenegreni \| \| 98 \| 55,05% \| \| Sârbi \| Sârbi \| \| 56 \| 31,46% \| \| Croați \| Croați \| \| 2 \| 1,12% \| \| Macedoneni \| Macedoneni \| \| 1 \| 0,56% \| \| Iugoslavi \| Iugoslavi \| \| 1 \| 0,56% \| \| necunoscută \| necunoscută \| \| 1 \| 0,56% \| |              |  |    |        |
| Componența etnică conform recensământului din 2003 |              |  |    |        |
| |              |  |    |        |
| Muntenegreni | Muntenegreni |  | 98 | 55,05% |
| Sârbi | Sârbi        |  | 56 | 31,46% |
| Croați | Croați       |  | 2  | 1,12%  |
| Macedoneni | Macedoneni   |  | 1  | 0,56%  |
| Iugoslavi | Iugoslavi    |  | 1  | 0,56%  |
| necunoscută | necunoscută  |  | 1  | 0,56%  |